# Quan Ling
Quan Ling (xinès simplificat: 权聆) (Wulidian, Jiangbei 1975 -) és una escriptora, guionista i directora de cinema xinesa.

## Biografia
Quan Ling va néixer el 1975 a Wulidian, districte de Jiangbei, a la municipalitat de Chongqing (Xina). El 1994, després de graduar-se a l'escola secundària, va anar a Tianjin per assistir a la universitat.

#### Activitat literària
Va publicar el seu primer conte l'any 1999. Escriu especialment contes, publicats a les principals revistes literàries com "Writer" (作家), "The Harvest" (收获) i "People's Literature'" (人民文学).
El 2006, el seu relat curt 处女公墓 (chǔnǚ gōngmù: Virgin's Cemetery) va rebre el premi de l'Associació de novel·listes de la Xina  al millor relat curt. Es va publicar a la revista literària per internet, "Current Perspectives" (今天视野).
Quan s'ha declarat admiradora de l'escriptor estatunidenc Raymond Carver. El març del 2009 va publicar a Hunan Daily (湖南日报) un assaig titulat (卡佛的大教堂) (traduït com 'El gran amfiteatre de Carver') que és una reflexió sobre un recull de contes d'aquest autor, i d'alguna manera dona una idea de la seva estètica i de les seves fonts d'inspiració.

##### Premi Literari
El 2009, Quan va crear el premi literari "Cafe Short Story Award". El primer guardó va ser atorgat el maig del mateix any, a un relat breu d'un autor xinès que viu al Canadà, Chen He (陈河).

#### Directora de cinema
El 2008 va escriure el seu primer guió : "Desconegut" (陌生). El projecte cinematogràfic va guanyar el "Premi al projecte més creatiu" al Festival Internacional de Cinema de Shanghai el juny de 2010.
La pel·lícula la va fer la productora de Jia Zhangke, Xstream Pictures, i es va estrenar el 2013, sota el títol internacional " Forgetting to Know You", (陌生) i es va projectar a la Berlinale de l'any 2013)
El film es la història de la ruptura d'una parella i el final previst del seu matrimoni. Rodada a Baisha (白沙), al districte de Jiangqin on va néixer Quan, amb Tao Hong (陶虹) i Guo Xiaodong (郭晓冬) en els papers principals i el director i productor Zhang Yibai 张一白 en un "cameo".
El 2015, el guió de la pel·lícula "Human Evaporation" (人间蒸发) va guanyar el Premi especial i una bonificació de 100.000 iuans del Festival Internacional de Cinema de Pequín i va ser seleccionat directament per al Fòrum del Fons de Cineastes de la Xina al Mercat de Cinema de Canes.